# Raion de Limbaži
El raion de  Limbaži és un dels raions en què es dividia Letònia fins a la reforma administrativa i territorial promulgada el 2009.